# Westlake (Tren Ligero de Seattle)
Westlake es una estación subterránea ubicado en el Downtown Seattle Transit Tunnel de las líneas Central Link del Tren Ligero de Seattle. La estación es administrada por Sound Transit y King County Metro. La estación se encuentra localizada entre Cuarta Avenida y Pike Street en el centro de Seattle, Washington. La estación de Westlake fue inaugurada el 15 de septiembre de 1990.

## Descripción
La estación Westlake cuenta con 2 plataformas laterales.

## Conexiones
La estación es abastecida por las siguientes conexiones: 
- King County Metro Transit y Monorriel de Seattle